# Europarlamentari del Regno Unito della IV legislatura
Gli europarlamentari del Regno Unito della IV legislatura, eletti in occasione delle elezioni europee del 1994, furono i seguenti.

## Composizione storica
| Europarlamentare              | Lista                                 | Gruppo |
| ----------------------------- | ------------------------------------- | ------ |
| Gordon J. Adam                | Partito Laburista                     | PSE    |
| Richard A. Balfe              | Partito Laburista                     | PSE    |
| Roger Barton                  | Partito Laburista                     | PSE    |
| Angela Theodora Billingham    | Partito Laburista                     | PSE    |
| David Robert Bowe             | Partito Laburista                     | PSE    |
| Bryan M.D. Cassidy            | Partito Conservatore                  | PPE    |
| Giles Chichester              | Partito Conservatore                  | PPE    |
| Kenneth Coates                | Partito Laburista                     | PSE    |
| Kenneth D. Collins            | Partito Laburista                     | PSE    |
| John Alexander Corrie         | Partito Conservatore                  | PPE    |
| Peter Duncan Crampton         | Partito Laburista                     | PSE    |
| Baroness Christine M. Crawley | Partito Laburista                     | PSE    |
| Tony A. Cunningham            | Partito Laburista                     | PSE    |
| Wayne David                   | Partito Laburista                     | PSE    |
| Alan John Donnelly            | Partito Laburista                     | PSE    |
| Brendan Patrick Donnelly      | Partito Conservatore                  | PPE    |
| James Elles                   | Partito Conservatore                  | PPE    |
| Michael N. Elliott            | Partito Laburista                     | PSE    |
| Robert Evans                  | Partito Laburista                     | PSE    |
| Winifred M. Ewing             | Partito Nazionale Scozzese            | ARE    |
| Alexander C. Falconer         | Partito Laburista                     | PSE    |
| Glyn Ford                     | Partito Laburista                     | PSE    |
| Pauline Green                 | Partito Laburista                     | PSE    |
| David John Alfred Hallam      | Partito Laburista                     | PSE    |
| Veronica Mary Hardstaff       | Partito Laburista                     | PSE    |
| Lyndon H.A. Harrison          | Partito Laburista                     | PSE    |
| Mark Phillip Hendrick         | Partito Laburista                     | PSE    |
| Michael J. Hindley            | Partito Laburista                     | PSE    |
| Richard Howitt                | Partito Laburista                     | PSE    |
| Stephen Hughes                | Partito Laburista                     | PSE    |
| John Hume                     | Partito Socialdemocratico e Laburista | PSE    |
| Caroline Jackson              | Partito Conservatore                  | PPE    |
| Edward T. Kellett-Bowman      | Partito Conservatore                  | PPE    |
| Hugh Kerr                     | Partito Laburista                     | PSE    |
| Glenys Kinnock                | Partito Laburista                     | PSE    |
| Alfred Lomas                  | Partito Laburista                     | PSE    |
| Allan Macartney               | Partito Nazionale Scozzese            | ARE    |
| Arlene McCarthy               | Partito Laburista                     | PSE    |
| Michael McGowan               | Partito Laburista                     | PSE    |
| Anne Caroline B. Mcintosh     | Partito Conservatore                  | PPE    |
| Hugh R. McMahon               | Partito Laburista                     | PSE    |
| Edward Mcmillan-Scott         | Partito Conservatore                  | PPE    |
| Eryl Margaret McNally         | Partito Laburista                     | PSE    |
| David Martin                  | Partito Laburista                     | PSE    |
| Graham Mather                 | Partito Conservatore                  | PPE    |
| Thomas Megahy                 | Partito Laburista                     | PSE    |
| Bill Miller                   | Partito Laburista                     | PSE    |
| James Moorhouse               | Partito Conservatore                  | PPE    |
| Eluned Morgan                 | Partito Laburista                     | PSE    |
| David R. Morris               | Partito Laburista                     | PSE    |
| Simon Francis Murphy          | Partito Laburista                     | PSE    |
| Clive John Needle             | Partito Laburista                     | PSE    |
| Arthur Stanley Newens         | Partito Laburista                     | PSE    |
| Edward Newman                 | Partito Laburista                     | PSE    |
| James Nicholson               | Partito Unionista dell'Ulster         | PPE    |
| Christine Margaret Oddy       | Partito Laburista                     | PSE    |
| Ian R.K. Paisley              | Partito Unionista Democratico         | NI     |
| Roy Perry                     | Partito Conservatore                  | PPE    |
| The Lord Plumb                | Partito Conservatore                  | PPE    |
| Anita Pollack                 | Partito Laburista                     | PSE    |
| James L.C. Provan             | Partito Conservatore                  | PPE    |
| Imelda Mary Read              | Partito Laburista                     | PSE    |
| Barry H. Seal                 | Partito Laburista                     | PSE    |
| Brian Simpson                 | Partito Laburista                     | PSE    |
| Peter Skinner                 | Partito Laburista                     | PSE    |
| Alex Smith                    | Partito Laburista                     | PSE    |
| Tom Spencer                   | Partito Conservatore                  | PPE    |
| Shaun Mark Spiers             | Partito Laburista                     | PSE    |
| John C.C. Stevens             | Partito Conservatore                  | PPE    |
| Kenneth A. Stewart            | Partito Laburista                     | PSE    |
| Sir Jack Stewart-Clark        | Partito Conservatore                  | PPE    |
| Robert Sturdy                 | Partito Conservatore                  | PPE    |
| Michael Tappin                | Partito Laburista                     | PSE    |
| Robin Teverson                | LIberal Democratici                   | ELDR   |
| David Edward Thomas           | Partito Laburista                     | PSE    |
| Gary Titley                   | Partito Laburista                     | PSE    |
| The Lord John E. Tomlinson    | Partito Laburista                     | PSE    |
| Carole Tongue                 | Partito Laburista                     | PSE    |
| Peter Truscott                | Partito Laburista                     | PSE    |
| Susan A. Waddington           | Partito Laburista                     | PSE    |
| Sir Graham Watson             | Liberal Democratici                   | ELDR   |
| Mark Francis Watts            | Partito Laburista                     | PSE    |
| Norman West                   | Partito Laburista                     | PSE    |
| Ian White                     | Partito Laburista                     | PSE    |
| Phillip Whitehead             | Partito Laburista                     | PSE    |
| Anthony Joseph (Joe) Wilson   | Partito Laburista                     | PSE    |
| Terence Wynn                  | Partito Laburista                     | PSE    |

## Modifiche intervenute

### Partito Laburista
- In data 23.12.1996 a Kenneth A. Stewart subentra Richard Corbett.
- In data 12.05.1998 a Norman West subentra Linda McAvan.

### Partito Nazionale Scozzese
- In data 30.11.1998 a Allan Macartney subentra Ian Hudghton.